# 中國稀土業
中国稀土业是個龐大的產業。
稀土是元素週期表中一組具有相似特性的元素。在製造過程中，用到稀土的有電動汽車 (electric vehicles，EVs)、風力發動機、消費電子產品、以及其他可再生能源技術的產品。當例如電池端子錳酸鋰陰極摻入稀土的時候，電池的性能可被提高，並且眾人也知有些電動汽車使用這類的鋰離子電池。特斯拉汽車“目前使用鋰鎳鈷鋁 (NCA) 組合的鋰電池，而鋰鎳錳鈷 (NMC) 化學組合的鋰電池在其他電動汽車業者中很常見。”電動汽車“製造產業很認真在減少對稀土（譬如說鈷）的依賴，稀土供應來源高度集中，而且價格難以預測，中國在這類材料的初級供應和加工方面具有全球實質上的壟斷地位。”世界領先的電池製造商三星SDI採用這種技術製造手機和攜帶式電腦所用的電池。
這些元素也用於國防工業，所以對於國家政府也很重要。全球稀土需求中有20%是用於製作永久磁鐵。永久磁鐵有許多應用，包括武器系統和高性能飛機的組件均不可或缺。
稀土可在不同礦物（如獨居石和氟碳鈰鑭礦）中發現。因為它們濃度低，從礦石中提取需要很高的成本。世界主要的蘊藏在中國、美國加利福尼亞州、印度、巴西、澳大利亞、南非、和馬來西亞。中國的產量佔全世界的95%以上。這情況讓中國居強勢的地位。
估計全球有9,900萬噸稀土的蘊藏量。其中中国的稀土储量约占世界总储量的23%。

## 歷史
稀土最早是在美國被發現，而採用工業生產的方式煉製。中國在1927年發現稀土，在1958年開始有小規模精煉生產，但中國政府直到1980年代和1990年代才對這些元素所具有的巨大潛力發生興趣。
稀土研究的先驅徐光憲被視為中國稀土產業的奠基人。徐光憲在1951年取得美國哥倫比亞大學博士學位，回國後在北京大學任教。1980年當選為中國科學院化學部院士。他在1986年創立稀土材料化學研究中心（Research Center of Rare Earth Chemistry），在1989年創立稀土材料化學與應用國家重點實驗室（State Key Laboratory of Rare Earth Materials Chemistry and Applications），對這些元素進行研究。徐光憲曾在中國科學界擔任重要職位，如國家自然科學基金委員會主任、中國化學會主席、和中國稀土學會（Chinese Society of Rare Earths (CSRE)）副主席。2000年代後期。 徐光憲看到稀土在科技領域的潛力，而希望把此珍貴資源留在國內，他為中國政府提供諮詢，在稀土出口配額政策上發揮過重大影響力。
中國稀土學會在1980年創立，5年之後又創立中國稀土信息中心（China Rare Earth Information Center，CREIC）。
中國政府在1986年加強對863計劃（國家高技術研究發展計劃）的支持，這個計劃要求透過技術突破和加強研究，推動國家在經濟和戰略上向前發展。另一個重要的973計劃（國家重點基礎研究發展計劃）則被創建，透過基礎研究計劃以發展稀土產業。政府在此期間投注資金，以建立這個產業所需，甚為重要的資源和知識。
中國政府提供的另種形式的支持是鼓勵中國稀土企業與其他國家同業合作。1979年，日本東京大學井上研究所（Inoue Research Group）與中國合作，在礦石分析、選礦、和產品應用領域進行研究。1989年，中國寧波科寧達工業有限公司與美國Tredas International公司合作，製造出40噸磁鐵。中國稀土產業網絡後來擴展，增加與加拿大和其他西方世界國家合作的關係。中國政府對於這些事業，提供更多資金用於添置新設備，而這個產業也從合作夥伴那裡獲得新的技術，而推動中國成為世界稀土製品的前茅國家。
中國中央政府在2002年為推動國內稀土產業結構調整，通過組建北方稀土（CNREG）和中國南方稀土集團公司兩大國有企業集團，但由於主要是因為地方當局以及製造業者的抗拒而失敗。而地方產業的激烈競爭導致獲利能力低下和效率不彰，反而讓生產者為求生存，而整合成為更大的公司。結果是市場機制促成中央政府計劃經濟所無法做到的事。
由於中國有出口限制，導致稀土價格上漲，許多有組織犯罪分子開始進行非法採礦，從中牟利。這類犯罪集團的走私活動，造成資源加速耗損、壓低售價、對當地合法業者構成供貨問題，據估計在2008年，中國出口量中的3分之1（約2萬噸）屬於非法出口。
據說中國擁有世界上36%的稀土礦產蘊藏量。
由於中國採取出口限制，和外國對中國資源的過度依賴，迫使其他國家努力重啟自身的稀土產業，並迫使產業密集的國家（例如日本）設法從其他地方採購類似元素。 因為需求增大，受益的非中國公司有澳大利亞的萊納斯股份有限公司和Alkane Resources。曾因為中國業者激烈的競爭而在2002年關閉的美國加利福尼亞州的Mountain Pass Mine，後由新東家Molycorp重新啟動開採。
據報導，中國當局成立一個名為中國稀土行業協會（The China Rare Earth Industry Association）的團體，以共同議價的方式與外國買家協調定價。王彩鳳為此行業團體（正式成立於2011年5月）的首位負責人。 
2024年6月，中國国务院总理李强公布《稀土管理条例》，自2024年10月1日起施行。《条例》共32条，並提到稀土资源属于国家所有。

## 研究
中國有兩個專門研究稀土元素的國家級研究機構，分別是北京大學的稀土材料化學及應用國家重點實驗室（Rare Earth Materials Chemistry and Applications state key laboratory），和位於吉林省長春市的稀土資源利用國家重點實驗室（Rare Earth Resource Utilization State Key Laboratory）。 
中國稀土產業也有兩種發表研究報告的期刊- 《中國稀土學報》和《中國稀土信息》(CREI) 雜誌。這些期刊由在1980年成立的中國稀土學會出版。

## 爭議和政治影響
中國稀土元素的產量從2000到2009年之間增加77%，達到129,000噸，而其他國家的產量則下降到3,000噸左右。美國大型礦業公司如Molycorp，因為中國豐富的稀土資源、生產能力、低勞動力成本，加上在尼克森總統時代嚴格的環境法規而必須關閉。中國隨著競爭者數量減少，他們對這些要素的控制，讓他們在這些商品的分銷上擁有很大的權力。中國政府在1990年宣布這些要素為受保護的戰略性商品。這項決定對與中國合作的外國產業產生重大影響。外國投資者除非與中國公司合作，否則不能在中國境內從事稀土業務。所有相關項目都需要經過國發會的核准。各省被賦予生產配額，各省再將配額分配到各礦場，但經常因為沒有許可證的掘礦者的非法採礦，而讓實際產量超過設定的配額。
中國在2020年的稀土元素（稀土族氧化物）產量為140,000公噸，而2021年的產量為168,000公噸，此類數字僅包含有書面紀錄者。而在2021年，中國的稀土元素產量佔全世界的60.63%，美國排名第2，產量佔比為15.52%。
中國政府也利用這些稀土資源作為對其他國家施壓的手段。隨中國著生產水準達到歷史新高而宣布稀土資源受到保護，對出口實施嚴格管制。由商務部負責制定中國本地以及中外合資企業的生產配額。商務部在2015年選定20家國內生產商有資格出口稀土元素，國內生產商和中外合資生產商出口配額共為3.5萬噸。這些下降的出口數量讓進口國家感到震驚，因為它們仰賴中國的稀土供應。如果中國把出口斷絕，對其他國家的技術領域會造成災難性的結果。這種暫時停止出口曾發生在2010年，當時中國與日本因為海事糾紛而關係緊張。中國當時完全停止稀土出口到日本，當年中國整體的稀土出口量減少大約30%到40%之間。中國向世界表明，他們在有必要時，將使用這一策略作為一種脅迫手段。美國和日本的回應是呼籲世界貿易組織（WTO），要求中國減少運用稀土壟斷地位的做法，並停止向其他國家施壓。但直到今日，這些呼籲並沒讓中國明顯降低其利用其壟斷地位的做法。
由於世界對科技產品的需求不斷增加，中國的稀土產業對當今美國和世界其他地區具有重大的影響。特斯拉Model 3長程版電動車改用永磁電動機作為動力來源，將會大幅提升對釹的需求。因為中國稀土的出口有配額問題，因此價格不斷上升。目前1公斤釹的成本為70美元。預計2017年全球需求量為31,700噸，但其中供應短缺3,300噸，因此預計價格會因而更上升。而預計到2019年的需求量會增加到39,000噸左右。各國的對策是不得不設法降低稀土的使用，或是自行採礦，否則只能忍受不斷上漲的價格。
此外，政治關係在這些商品的分銷中佔有重要的關係。美國總統唐納·川普在2018年提出對從中國進口的技術產品徵收關稅。而中國立即對美國商品徵收關稅。如果中國像2010年對待日本那樣，對稀土要素採取出口管制的手段，像蘋果電腦和波音等美國公司從中國獲得材料和勞動力，以及很大部分的利潤由中國市場所產生，這些科技行業將會受到極大的傷害。

## 主要公司和機構
中國的稀土產業由地方國有企業、民營企業、和中央國有企業主導。
在華北地區，由位於內蒙古的北方稀土為主導，華南地區由中國五礦為主導，其他的主要企業包括有中國鋁業、中國有色礦業集團。
中國在2021年12月宣布將成立一個新的企業集團 - 中國稀土集團（China Rare-Earths Group），由中國五礦、中國鋁業、贛州稀土集團有限公司等在內的公司和子公司合併而成。
根據一位美國外交政策研究所專家在2022年3月發表的評論，這種合併的結果會產生一個世界第二大的稀土元素生產商，其生產能力將佔中國總生產量的30%，而重稀土元素的生產能力則會達到全中國60-70%的佔比。

## 對環境影響
美國停止開採既有稀土礦產的部分原因是因為開採本身會造成巨大的污染，但身為世界主要生產國的中國並沒因此而動搖，反而是提高生產水準。這些礦場分佈在山東省、內蒙古、四川省、江西省、廣東省、福建省、湖南省、和廣西壯族自治區。採礦會對工廠周圍的村莊造成持久的破壞。
工廠產生的污水被排入附近的池塘和河流。據住在主要生產中心之一的白雲鄂博礦區一位居民講述，“在工廠建成之前，這裡只有一望無際的田地，種有西瓜、茄子、和番茄，現在全堆放著放射性的污泥”。在1980年代，作物長得很糟糕。它們會開花，但有時沒結果實，縱然有，或是很小，或是氣味難聞”。在白雲鄂博礦區附近的村莊，因為莊稼和牲畜無法生存，許多農民被迫搬遷離開，留下來的則遭受健康問題的影響。
開採稀土之所以危害如此巨大，是因為原礦中元素含量很低的緣故。工廠必須採用酸浴（acid baths）、原地浸出等各種分離精煉技術，造成主要是氟化氫（HF）、硫酸、二氧化硫、和氨等污染物的排放而對環境造成破壞。

## 外部連結
- Chinese Society of Rare Earths (CSRE) Archive.today的存檔，存档日期2012-11-29 （英語和中文）
- News about Rare earth industry in China